# المفضلة (فلم)
المفضلة (بالإنجليزية: The Favourite)، فيلم درامي من إخراج يورجوس لانثيموس ومن بطولة أوليفيا كولمان ،إيما ستون ، ريتشل وايز ، نيكولاس هولت ، جو ألوين ، جيمس سميث ومارك جاتس.
تم عرض الفيلم بمهرجان البندقية السينمائي في نسخته الخامسة والسبعون يوم 30 أغسطس 2018. وقد تم عرضه في الولايات المتحدة يوم 23 نوفمبر 2018، حيث حصل الفيلم على اشادة من النقاد العالميين وأثنوا على الاخراج والسيناريو كذلك أشادوا بأداء أوليفيا كولمان والتي فازت بجائزة أفضل ممثلة في مهرجان البندقية.

## نبذة عن الفيلم
في إنجلترا في بدايات القرن الثامن عشر، تعتلي الملكة آن العرش وتصير صديقتها المقربة الليدي سارة هي حاكمة المقاطعة، لكن مع وفود خادمة جديدة تدعى أبيجيل إلى القصر، تنقلب الموازين تمامًا.

## طاقم العمل
- أوليفيا كولمان بدور الملكة آن.
- إيما ستون بدور أبيغيل ماشام
- ريتشل وايز بدور سارة تشرشل دوقة مارلبورو
- نيكولاس هولت بدور روبرت إيرل هارلي
- جو ألوين بدور صامويل ماشام
- مارك جاتس بدور جون تشرشل دوق مارلبورو الأول
- جيمس سميث بدور جون تشيرشل

## روابط خارجية
- المفضلة على موقع IMDb (الإنجليزية)
- المفضلة على موقع ميتاكريتيك (الإنجليزية)
- المفضلة على موقع روتن توميتوز (الإنجليزية)
- المفضلة على موقع ألو سيني (الفرنسية)
- المفضلة على موقع Turner Classic Movies (الإنجليزية)
- المفضلة على موقع أول موفي (الإنجليزية)
- المفضلة على موقع بوكس أوفيس موجو (الإنجليزية)
- المفضلة على موقع فيلمافينيتي (الإسبانية)
- المفضلة على موقع قاعدة بيانات الأفلام السويدية (السويدية)
- المفضلة على موقع قاعدة بيانات الفيلم (الإنجليزية)